# Kissinger Höhe

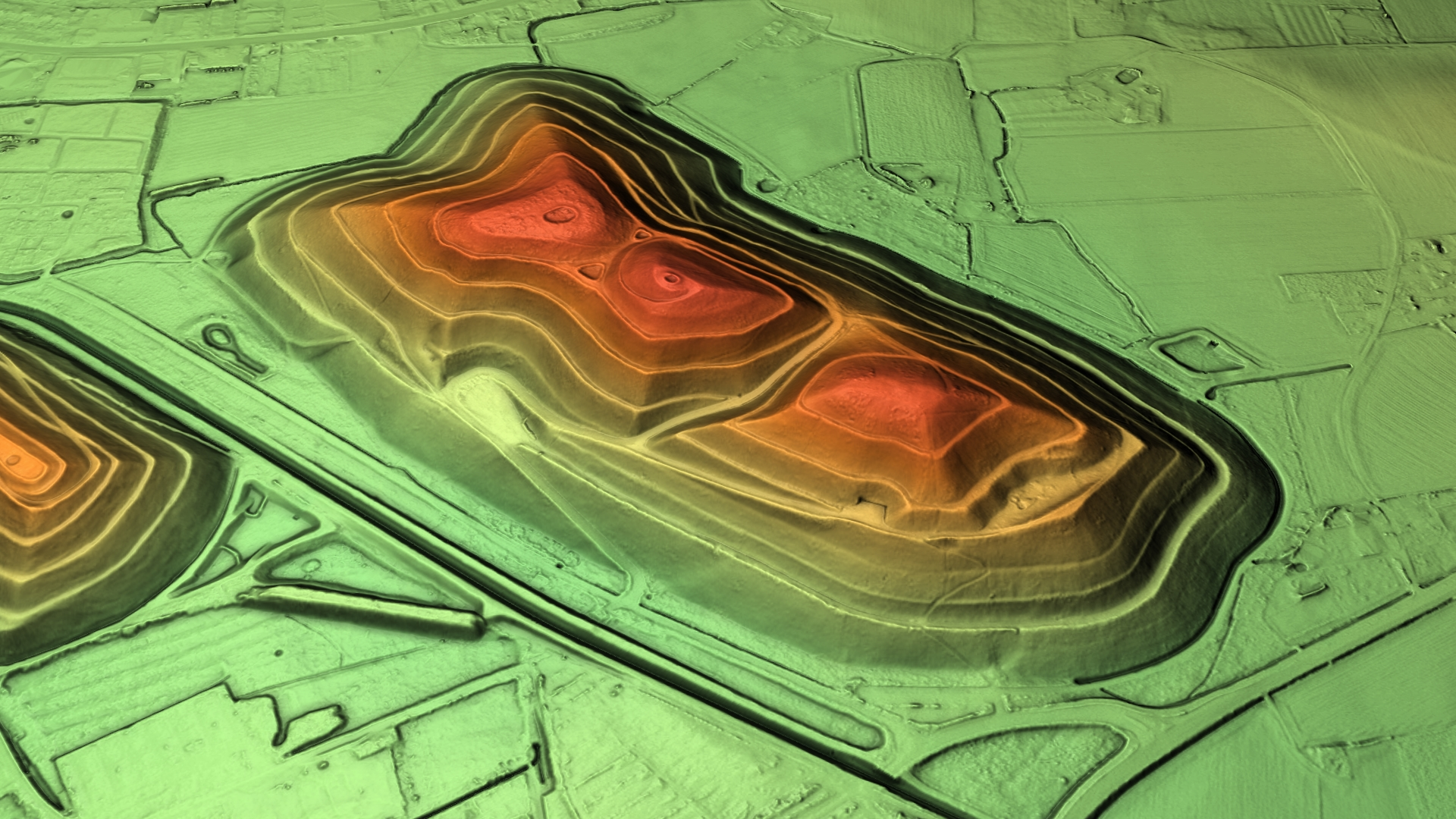
Digitales 3D-Modell

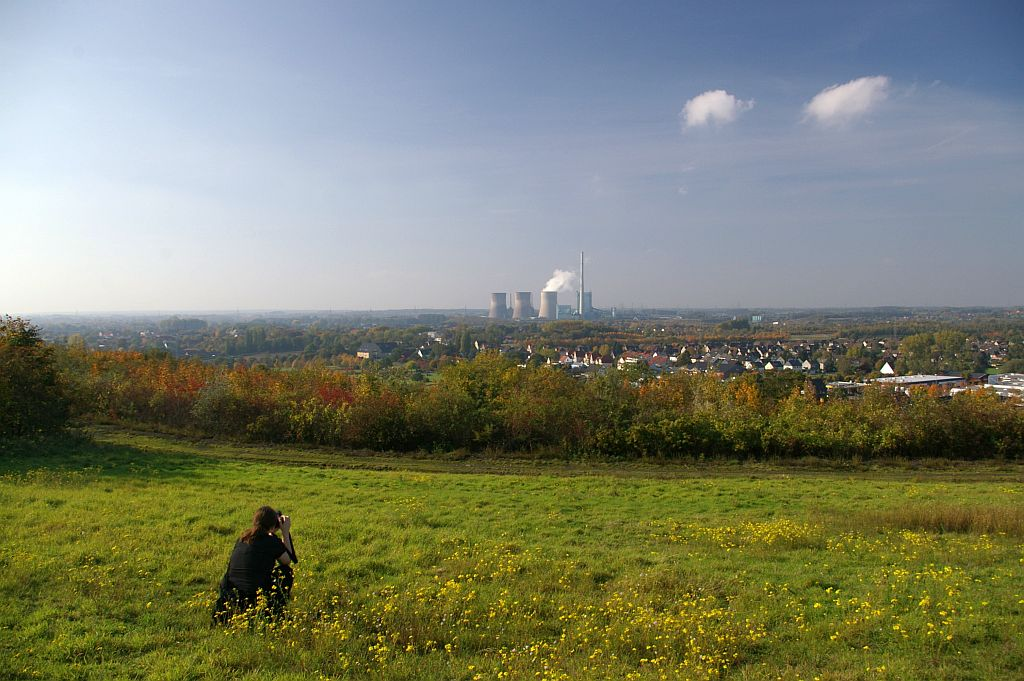
Blick von der Kissinger Höhe in Richtung Nordwesten auf das Gersteinwerk

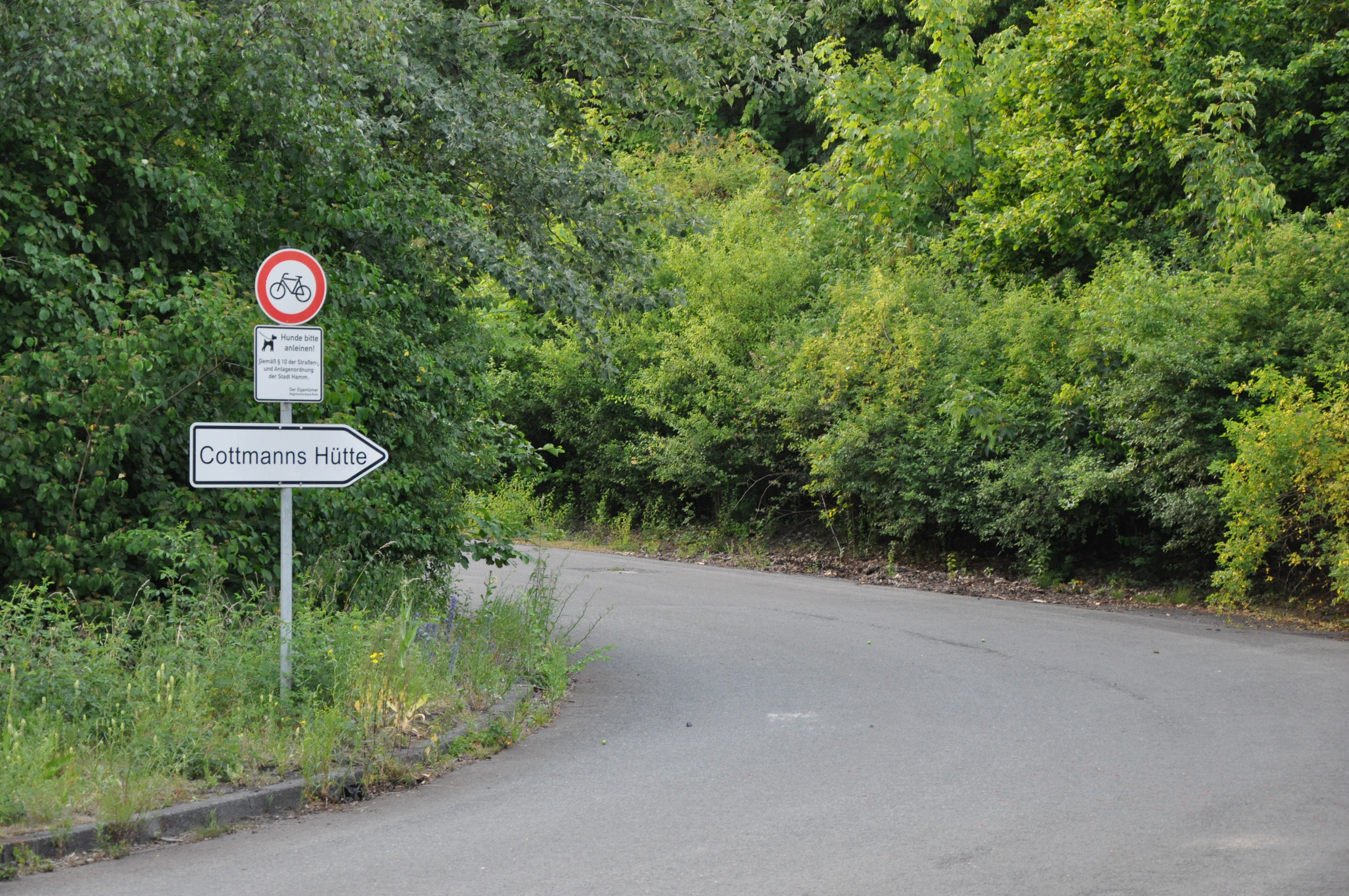
Zugang zur Halde mit Hinweisschildern

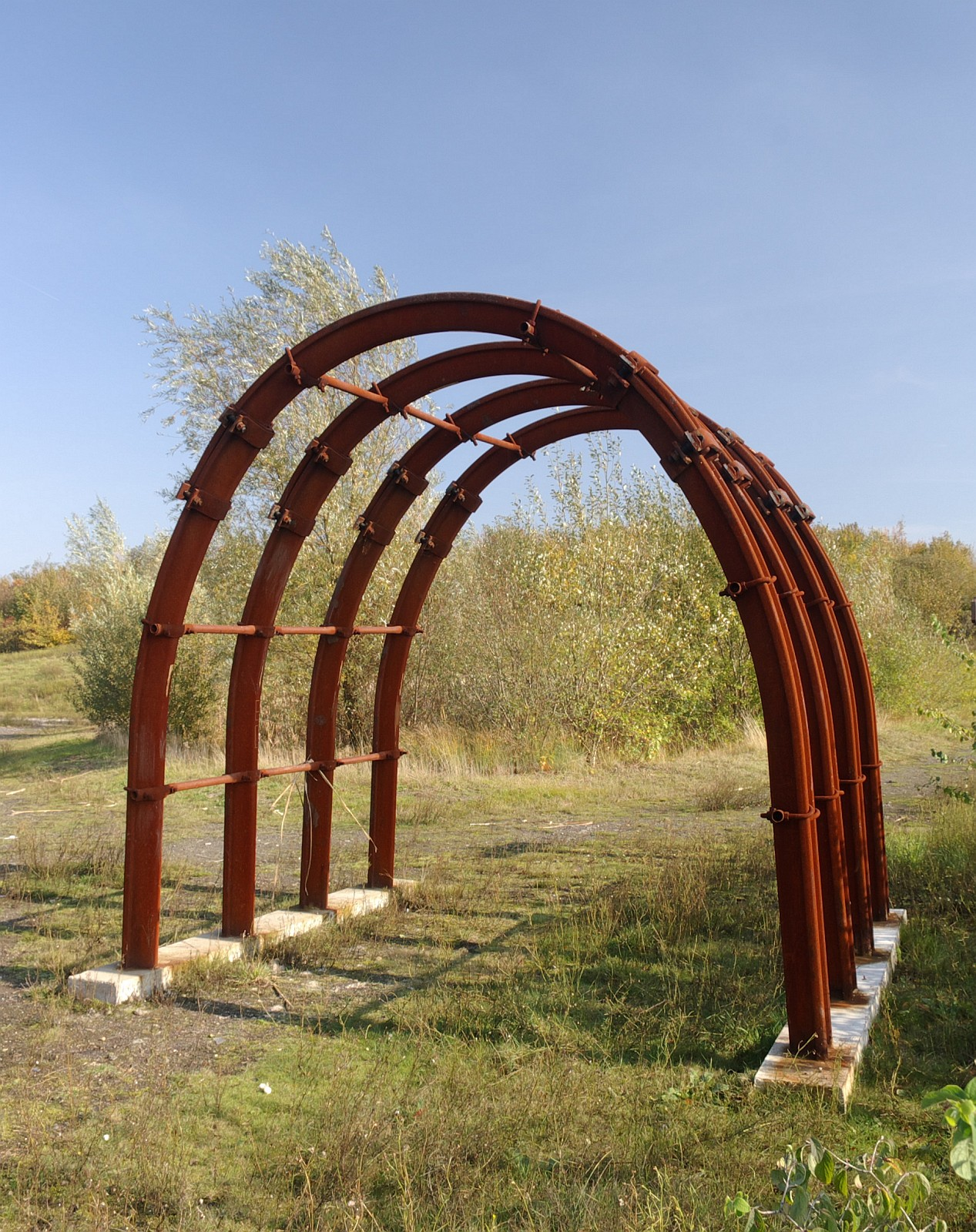
Streckenausbau, Teil des Bergbaulehrpfads

Die Kissinger Höhe ist eine Bergehalde südöstlich des Lippeparks in Hamm in Westfalen.
Die Halde hat eine Grundfläche von 39 Hektar und erreicht eine Maximalhöhe von 112,3 m ü. NHN, womit sie ihr Umland um 58 m überragt. Die Halde entstand durch die Schüttung von taubem Gestein des Bergwerkes Ost in den Jahren 1974 bis 1998.
Nach der Nutzung durch den Bergbau wurde die Halde für eine Freizeitnutzung aufbereitet und 500.000 Bäume und Sträucher angepflanzt. Die 17 km Wanderwege sind ganz bewusst teilweise mit Steigungen von 4 bis zu 16 % ausgelegt, um Sportlern unterschiedliche Schwierigkeitsgrade zu bieten. Nordic Walking wird durch Informationstafeln an den Parkplätzen, durch ausgeschilderte Routen und regelmäßige Lauftreffs gefördert. Nachdem die Halde zum Nordic-Walking-Park umstrukturiert wurde, gilt eine Anleinpflicht für Hunde und das Radfahren ist verboten.
Von der Halde aus hat man einen hervorragenden Blick auf das östliche Ruhrgebiet, ein Bergbaulehrpfad zeigt einige typische Geräte und Techniken, die unter Tage eingesetzt wurden. Die Kissinger Höhe dient als Panorama der Route der Industriekultur.

## Kultur
Für den Erhalt der Geschichte und zur Steigerung der Attraktivität der Kissinger Höhe existieren verschiedene Vereine, darunter der Verein zur Förderung der Halde Kissinger Höhe sowie der Förderverein Cottmanns Hütte.